# Иванов, Николай Андреевич
Николай Андреевич Иванов — наводчик станкового пулемёта 12-го гвардейского кавалерийского полка (3-я гвардейская кавалерийская дивизия, 2-й гвардейский кавалерийский корпус, 1-й Белорусский фронт), гвардии рядовой, Герой Советского Союза.

## Биография
Родился в 1913 году в селе Бельск ныне Черемховского района Иркутской области в семье крестьянина. Русский. Окончив 4 класса, работал в колхозе. В 1932—1934 годах проходил действительную службу в Красной Армии.
В июле 1941 года был вновь призван в армию и с осени того же года участвовал в боях в немецкими войсками. Особо отличился при освобождении Польши.
В боях у населённого пункта Фледерборн (ныне Подгае, 7 км южнее города Оконек, Польша) гвардии рядовой Иванов участвовал в отражении многочисленных атак противника. Пулемёт был разбит, а сам он был ранен осколком, но продолжал бой. Противотанковыми гранатами подбил 2 штурмовых орудия противника. За этот бой был представлен к геройскому званию.
Пока ходили наградные документы, наступление продолжалось. В 1945 году он вступил в ВКП(б). 23 апреля 1945 года в бою у посёлка Хангельсберг (северо-западнее города Фюрстенвальде, Германия) Николай Андреевич Иванов погиб.
Указом Президиума Верховного Совета СССР от 31 мая 1945 года «за образцовое выполнение заданий командования и проявленные мужество и героизм в боях с немецко-фашистскими захватчиками» гвардии рядовому Иванову Николаю Андреевичу присвоено звание Героя Советского Союза.
Награждён орденами Ленина, Красной Звезды, медалью.
Именем Героя названа улица в селе Бельск, оно увековечено в мемориале в Иркутске.